# Ausdrucksverhalten

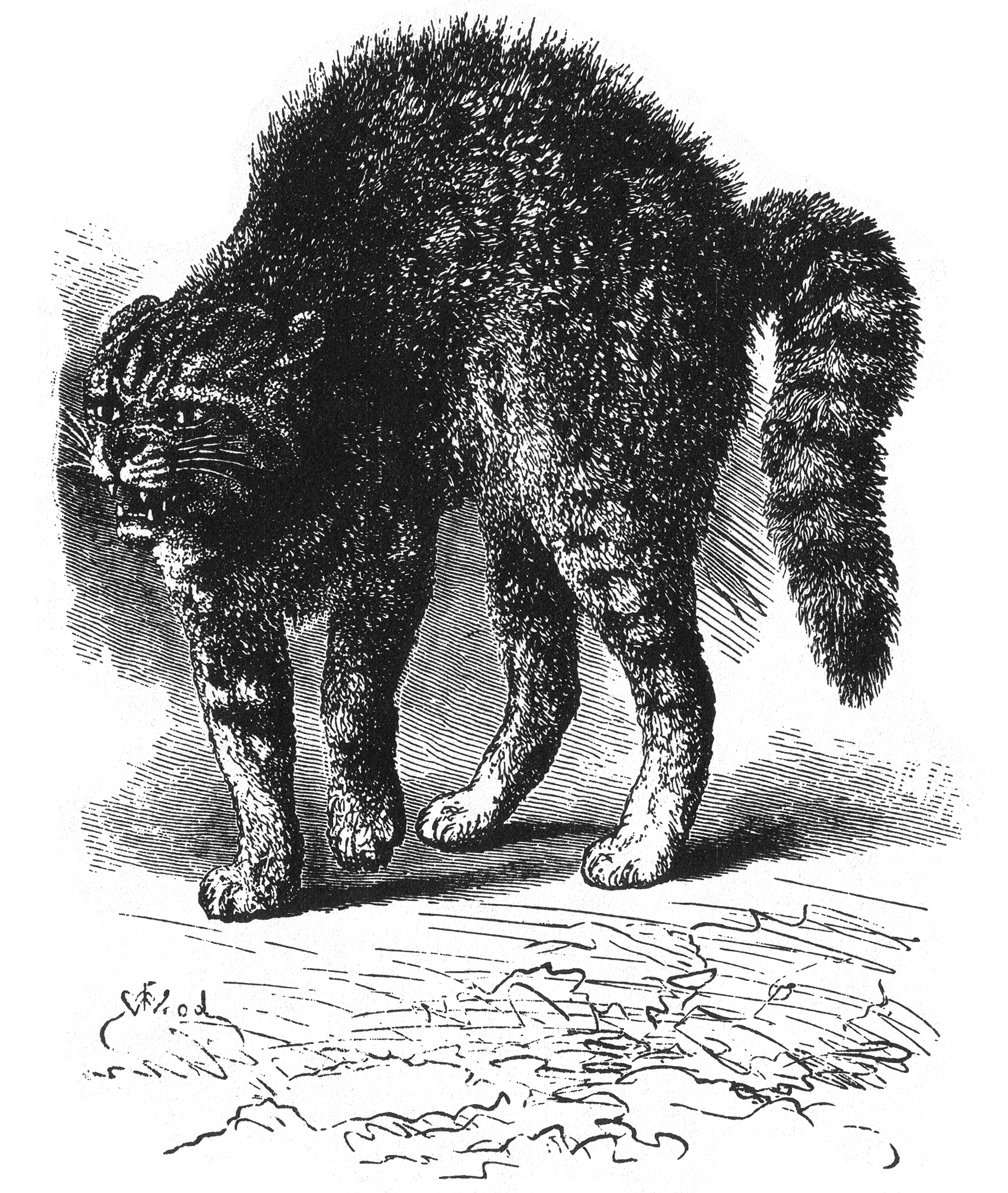
Von einem Hund bedrohte Katze reagiert mit Drohverhalten (aus Darwin: „Gemütsbewegungen“)

Ausdrucksverhalten ist ein Fachbegriff der Verhaltensbiologie. Er bezeichnet alle Verhaltensmuster, „die den Charakter eines Auslösers haben und der innerartlichen (gelegentlich auch der zwischenartlichen) Verständigung dienen.“ Synonyme dafür sind Gemütsbewegungen (so bei Georg Ernst Stahl) oder Display (jüngerer Begriff).
Diese Verhaltensmuster sind entweder im stammesgeschichtlichen Prozess der innerartlichen Verständigung durch Körpersprache entstanden oder haben sich in Auseinandersetzung mit anderen, konkurrierenden Arten herausgebildet. Als soziale Signale zeigen sie die Gestimmtheit eines Tieres an und beeinflussen so das Verhalten von Individuen der gleichen oder einer anderen Art. Das Ausdrucksverhalten eignet sich daher auch, um situationsabhängig die emotionale Befindlichkeit bei Haustieren zu erfassen.

## Formen des Ausdrucksverhaltens
Ausdrucksverhalten umfasst sowohl visuelle Signale (Ausdrucksbewegungen) als auch akustische (zum Beispiel Warnsignale), ferner Berührungen und Elemente der olfaktorischen Kommunikation. Weithin bekannt ist das Aufschlagen der Schwanzfedern zum „Rad“ beim Pfau, aber auch der Gesang der Nachtigall, das Simulieren eines gebrochenen Flügels in Anwesenheit eines Beutegreifers (woraufhin dieser den scheinbar kranken Vogel verfolgt und nicht dessen Junge), das Paarungsnachspiel, die Tanzsprache der Bienen und der wellenförmig aufsteigende und dann wieder abstürzende Flug des männlichen Steinadlers kann als Ausdrucksverhalten gedeutet werden.

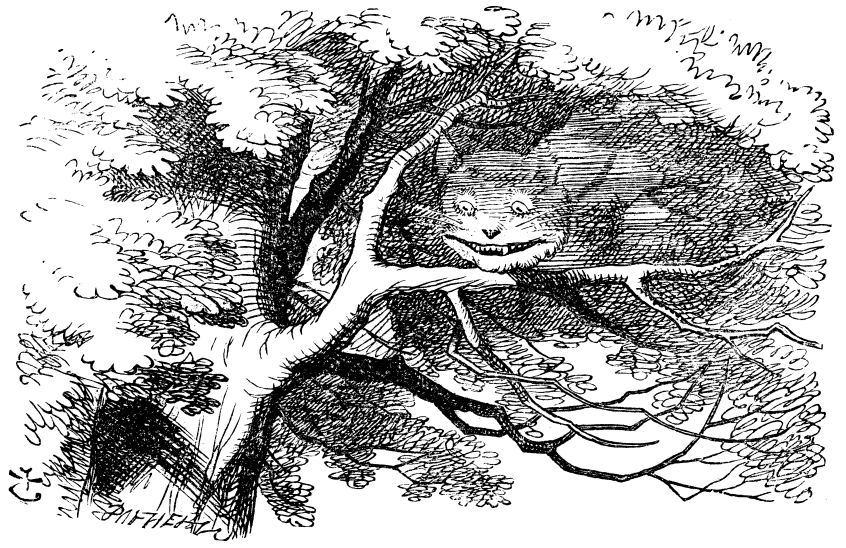
Ausdrucksverhalten in der Literatur: das Verschwinden der Cheshire Cat während des Grinsens

„Zweck“ von Ausdrucksverhalten kann beispielsweise sein:
- das Werben um eine Partnerin
- die Einschüchterung von Rivalen
- das Beanspruchen eines Territoriums
- die Einleitung der Kopulation
- das Abschrecken eines Angreifers
- das Mitteilen von Gefahr an Gruppenmitglieder
- das Weglocken eines Angreifers von den Jungen.